# Tridentella recava
Tridentella recava är en kräftdjursart som beskrevs av Bowman 1986A. Tridentella recava ingår i släktet Tridentella och familjen Tridentellidae. Inga underarter finns listade i Catalogue of Life.